# Franc Pestotnik (glasbenik)
Franc Pestotnik, slovenski kitarist in avdiovizualni umetnik, * 27. april 1951, Blagovica.  
Med leti 1975 in 1998 je bil aktiven član narodnozabavnega ansambla Nika Zajca. Bil je tudi video snemalec dogodkov Podoknice Nedeljskega dnevnika in član ustvarjalne skupine: Franc Pestotnik - podokničar, Mitja Cjuha, Dušan Nograšek, Vaso Gasar ter fotograf in režiser Marjan Ciglič. Soustvarjal je dogodke z narodnozabavno vsebino, dogodke folklornih skupin, pevskih zborov in gledaliških iger. Med dve najplodnejši sodelovanji zagotovo sodita 15 let ustvarjanja s Sergejem Verčem in več kot 20 letno sodelovanje s kulturnim domom Svoboda Trbovlje.    
Njegov oče, Franc Ovca Pestotnik (1909-1989), je bil organist v Cistercijanskem samostanu Stična in študent Stanka Premrla na Orglarski šoli v Ljubljani. Hči je arhitektka in oblikovalka Adrijana Pestotnik (*1978).